# Свитов синдром
Свитов синдром (СС), или акутна фебрилна неутрофилна дерматоза, је болест коже коју карактерише изненадна појава грознице, повишен број белих крвних зрнаца и осетљиве, црвене, добро разграничене папуле и плакови који показују густи инфилтрати неутрофилним гранулоцитима на хистолошком прегледу.
Синдром је први описао Роберт Даглас Свит 1964. године. Такође је била позната као Гом-Батонова болест у част прва два пацијента којим је Свит дијагностификовао ово стање.

## Узрок
Узрок Свитовог синдрома није познат, али је понекад изазван инфекцијом, болешћу или лековима. Такође се може јавити код неких врста рака.

### Удружења
Иако се може јавити у одсуству друге познате болести, СС је често повезан са хематолошким обољењем (укључујући леукемију) и имунолошким обољењем (реуматоидни артритис, инфламаторна болест црева, Бехчетов синдром).
Свитов синдром повезан са трудноћом обично је присутан у првом или другом тромесечју. Може се поновити са каснијом трудноћом, али изгледа да нема ризика за фетус. Предложена је генетска повезаност, али није идентификована специфична генетска веза.

## Знаци и симптоми
Пацијенти са Свитовим синдромом могу изгледати драматично болесни. Грозница је најчешћи симптом. Кожна ерупција Свитовог синдрома обично је праћена грозницом и леукоцитозом. Међутим, кожним манифестацијама болести може претходити грозница од неколико дана до недеља. Алтернативно, пирексија може бити истовремено присутна током целе епизоде дерматозе. Такође, код неких пацијената са Свитовим синдромом повезаним са малигнитетом потврђеним биопсијом, грозница може бити одсутна. Могу бити присутни и други симптоми повезани са Свитовим синдромом, као што су артралгија, општа малаксалост, главобоља и мијалгија.

### Кожа
Лезије коже код Свитовог синдрома су обично осетљиве. Појављују се као болне, црвене или љубичасто-црвене папуле или чворови. Веће лезије се могу развити у плакове. Ерупција је често распоређена асиметрично. Представља се или као једна лезија или као вишеструка лезија. Најчешћа места лезија су горњи екстремитети, лице и врат.

### Екстракутане манифестације
Кости, централни нервни систем, уши, очи, бубрези, црева, јетра, срце, плућа, уста, мишићи и слезина могу бити места екстракутаних манифестација Свитовог синдрома. Поред тога, код деце је забележен стерилни остеомијелитис повезан са дерматозом.

## Дијагноза
Свитов синдром се може манифестовати у неколико клиничких окружења: класични (или идиопатски) Свитов синдром, Свитов синдром повезан са малигнитетом и Свитов синдром изазван лековима.

### Класични Свитов синдром
Класични Свитов синдром карактерише констелација клиничких симптома, физичких карактеристика и патолошких налаза који укључују пирексију, повишен број неутрофила, осетљиве еритематозне лезије коже (папуле, нодули и плакови) и дифузни инфилтрат који се састоји претежно од зрелих неутрофила у горњем дермису. Симптоми и клиничке манифестације обично реагују одмах након започињања системске терапије кортикостероидима.
Дијагностичке критеријуме за класични Свитов синдром су првобитно предложили Су и Лиу 1986. године. Модификовао их је вон ден Дријеш 1994. Додатни случајеви Свитовог синдрома настављају да се појављују у медицинској литератури од Свитовог оригиналног рада.

### Биопсија коже лезије
Биопсија коже лезије ради рутинске хистопатолошке евалуације је корисна процедура за потврду клинички сумњиве дијагнозе Свитовог синдрома. Патолошке карактеристике Свитовог синдрома, као што је дифузни инфламаторни инфилтрат неутрофила у дермису, поткожној масти или обоје, такође се могу приметити код кожних лезија узрокованих инфективним агенсом. Због тога би такође могло бити мудро предати ткиво лезије за бактеријске, гљивичне, микобактеријске и можда вирусне културе.

### Лабораторијска евалуација
Најконзистентније лабораторијске абнормалности код пацијената са Свитовим синдромом су периферна леукоцитоза са неутрофилијом и повишена брзина седиментације еритроцита. Међутим, повећан број белих крвних зрнаца није увек примећен код свих пацијената са Свитовим синдромом потврђеним биопсијом. На пример, неки од пацијената са Свитовим синдромом повезаним са малигнитетом могу имати или анемију, неутропенију и/или абнормални број тромбоцита.

### Диференцијална дијагноза

#### Клиничка диференцијална дијагноза
Постоји неколико мукокутаних и системских поремећаја чије дерматолошке манифестације могу морфолошко имитирати оне код Свитовог синдрома. Ови поремећаји се састоје не само од кожних стања и системских болести, већ и од инфективних и инфламаторних поремећаја, неопластичних стања, реактивних еритема и васкулитиса. 

#### Хистолошка диференцијална дијагноза
Хистолошка диференцијална дијагноза Свитовог синдрома укључује стања микроскопски окарактерисана или неутрофилном дерматозом или неутрофилним паникулитисом. Неутрофилне дерматозе укључују апсцес или целулитис, синдром заобилазнице црева, еритема елеватум диутинум, гранулом фацијале, халогенодерму, леукоцитокластични васкулитис, неутрофилни екрини хидраденитис, пиодерма, гангредерматитис и гангредерматитис. Култура ткива лезије на бактерије, гљивице и микобактерије треба узети у обзир да би се искључила инфекција јер су патолошке промене повезане са Свитовим синдромом сличне онима уоченим код апсцеса или целулитиса.

## Третман
Најчешћи третман за Свитов синдром су кортикостероидне пилуле, као што је преднизон. Знаци и симптоми могу нестати након само неколико дана лечења, али се могу поново вратити.
Лезије Свитовог синдрома, ако се не лече, могу остати недељама до месецима. Међутим, без икакве терапијске интервенције, симптоми повезани са дерматозом и кожне лезије на крају су се решили код неких пацијената са класичним Свитовим синдромом. Излечење или ремисија карцинома повезаног са дерматозом код пацијената са Свитовим синдромом повезаним са малигнитетом повремено је праћено повлачењем индивидуалног Свитовог синдрома. А код пацијената са Свитовим синдромом изазваним лековима, спонтано побољшање и накнадно уклањање синдрома долази након престанка узимања повезаних лекова. Хируршка интервенција је такође повремено промовисала разрешење пацијентовог Свитовог синдрома када је дерматоза била повезана са терапијом подложног тонзилитису, солидним туморима или бубрежном инсуфицијенцијом.

## Компликације
Пацијенти са Свитовим синдромом могу развити компликације које су или директно повезане са мукокутаним лезијама или индиректно повезане са стањима повезаним са Свитовим синдромом или обоје. Антимикробна терапија може бити неопходна ако се кожне лезије могу секундарно инфицирати. Поновна појава дерматозе може најавити неочекивано откриће да се рак поново појавио код пацијената са Свитовим синдромом повезаним са малигнитетом. Лечење специфично за болест може бити оправдано за системске манифестације стања повезаних са Свитовим синдромом, као што су инфламаторна болест црева, саркоидоза и болести штитне жлезде.